# 李采菲
李采菲（1533年—1595年），字君采，號臨江，瀋陽中屯衛軍籍，江西臨江府新喻縣人，明朝政治人物。

## 生平
順天府鄉試第八名舉人。嘉靖四十四年（1565年）中式乙丑科會試第二百二十五名，三甲第二百零二名進士。兵部观政，本年十二月授行人，隆慶四年十二月考选四川道御史，差巡按广西，萬曆五年（1577年）正月升陕西副使，分巡河西，六年八月升山西行太仆寺卿、兼整饬宁武兵备，以外艰归。十一年二月復除甘肃行太仆寺卿兼陕西佥事，三月升陕西左参政，七月调繁山西冀南道左参政，越四日改冀北道，十三年闰九月升本省按察使，照旧管事。十四年二月升山西右布政，十六年闰六月升本司左布政，十七年四月升都察院右副都御史、提督雁门等关兼巡抚山西。十九年闰三月御史任應徵疏参李采菲御寇疏玩，令回籍听调，十一月閑住。万历二十三年卒，享年六十三。

## 家族
曾祖李瓊，贈昭勇將軍都指揮僉事；祖父李銳，弘治辛酉舉人、平定州知州、贈昭勇將軍都指揮僉事；父李涵，義官累封御史。母樊氏，贈孺人。弟李采蘋（引禮生）、李采蘩（舉人）。
李采蘩，字君用，尝自称江西山人，遂号西江，其先江西新喻人，成祖建都燕京，有高祖荣者，永乐中从军于沈阳中屯卫，遂家于河间焉。采蘩于隆庆庚午，举顺天乡试第十一人，至万历辛卯岁，就选，得陕西咸阳令焉。